# The Moody Blues
The Moody Blues, genannt auch „Moodies“, waren eine britische Rockband. Sie gelten als maßgebliche Wegbereiter des Symphonic Rock, wurden aber auch anderen Sub-Genres wie Art Rock oder „Lush Pop“ zugeordnet. Die „vergessenen Helden der Psychedelia“ nannte der Guardian die Moody Blues. Unter den noch aktiven Bands der so genannten British Invasion waren sie nach den Rolling Stones und The Who die dauerhaft erfolgreichste, vor allem in den USA, wo sie bis Ende 2018 jedes Jahr tourten. Die Musiker bezeichneten ihre Band gern als Schnittmenge diverser Stile und Fan-Projektionen; dennoch sei ihr Sound – „that sound“ – unverwechselbar. Bis heute hat die Band mehr als 70 Millionen Alben weltweit verkauft.

## Bandgeschichte
Anfang der 1960er waren Ray Thomas (1941–2018) und John Lodge (* 20. Juli 1943) mit der Band El Riot & the Rebels in Birmingham recht populär. Später stieß Mike Pinder (1941–2024) als Keyboarder dazu. Nach dem Ende der Band versuchten Thomas und Pinder mit den Krew Cats in Norddeutschland (unter anderem in Lüneburg) Fuß zu fassen. Wieder zu Hause, traten sie am 4. Mai 1964 mit Denny Laine (1944–2023, zuvor bei Denny & the Diplomats), Graeme Edge (1941–2021) und Clint Warwick (eigentlich Albert Eccles, 1940–2004) erstmals als Moody Blues Five (abgekürzt auch MB5), dann Moody Blues auf. Der zuerst angedachte Bandname MB Five wurde fallengelassen, nachdem sich die Hoffnung nicht erfüllt hatte, die örtlichen Bierbrauer Mitchell’s & Butler’s (nach deren Initialen sich die Band zuerst als The M B’s und The M B Five benannte) als Sponsoren zu gewinnen.

### Die Zeit mit Denny Laine (1964 bis 1966)

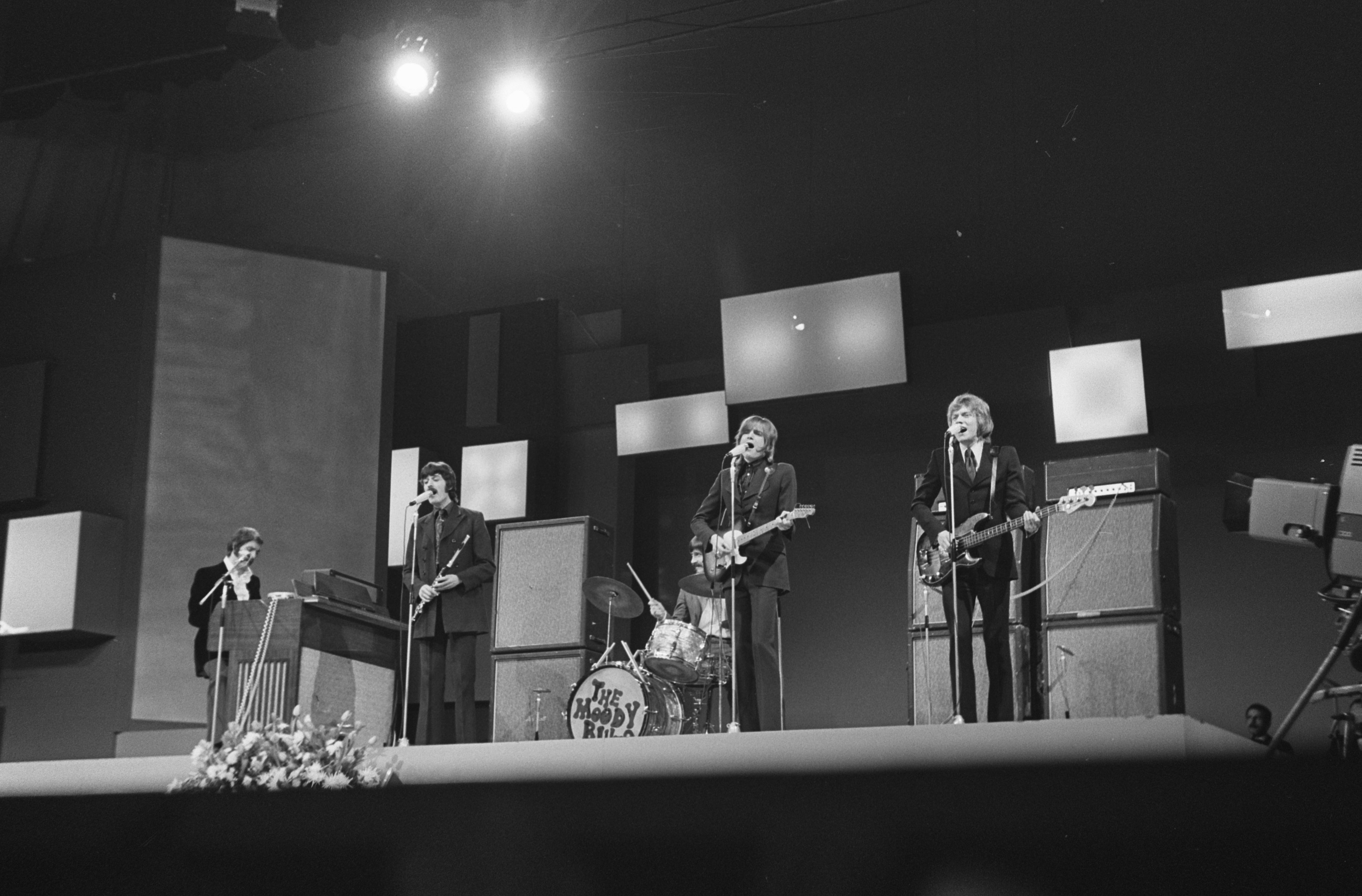
The Moody Blues (1969)

Einen ersten Schallplattenvertrag erhielten die Moodies, nachdem sie im legendären Londoner Marquee Club aufgetreten waren, 1964. Die erste Single, Lose Your Money / Steal Your Heart Away erschien im August 1964 und wurde kaum beachtet, doch das nächste Stück, die Soul-Nummer Go Now, ursprünglich von der 1938 geborenen Soul-Sängerin Bessie Banks gesungen, wurde ein Hit und kam als einzige Moody-Blues-Single im Vereinigten Königreich auf den ersten Platz der Hitparade. Weitere Erfolge dieser Art blieben jedoch aus, obwohl die Band danach einen Managementvertrag mit Brian Epstein hatte, im Vorprogramm mit den Beatles durch die USA tourte und mit The Magnificient Moodies ein beachtetes Debütalbum vorlegte. Laine und Pinder schrieben einen Teil des Songmaterials, darunter From the Bottom of My Heart (Platz 22), doch ein wesentlicher Teil des Repertoires bestand aus Coverversionen.
Ein Top-Ten-Hit, Bye Bye Bird, gelang 1966 immerhin noch in Frankreich und einige Monate später war Boulevard de la Madeleine, ihre einzige UK-Single des gesamten Jahres, auf Platz 18 in Belgien. Die kontinentalen Achtungserfolge sollten sich 1966/67 als hilfreich erweisen, als die Band dort, namentlich in Mouscron „überwinterte“, wo sie noch einige treue Fans, hingegen das britische Finanzamt keinen Zugriff hatte.
Eine Doppel-LP mit fast allen Aufnahmen jener Ära – soweit sie bis dahin bekannt waren – legte Teldec 1976 in Deutschland unter dem Titel A Dream vor. Zu den gesuchten, offiziell lange Zeit unveröffentlichten Raritäten gehörten Liveaufnahmen vom NME Poll Winners’ Concert 1965 in London (mit dem Song Bo Diddley) sowie verschiedene Versionen von Things Go Better with Coke. Inzwischen sind auch diese Aufnahmen legal im Handel.

### „The Lost Album“ (1966 bzw. 2015)
Im Spätsommer 1966 besuchten zwei Journalisten der niederländischen Zeitschrift Hit Week die Band im Studio, wo sie mit dem Produzenten Denny Cordell an einem neuen Album mit dem Titel Look Out arbeitete. Laine habe sämtliches Material geschrieben, doch singen würden auch Pinder, Thomas und Rodney Clark (geboren am 23. November 1942, seit dem Frühsommer neuer Bassgitarrist für Clint Warwick, der sich aus dem Musikgeschäft zurückgezogen hatte). Als einzigen Song nennt das Feature Pinders Really Haven’t Got the Time, das schon seit einigen Monaten zum Repertoire der „Moodies“ gehörte, jedoch später nur noch als B-Seite einer Single Verwendung fand.
Aus dem Album wurde damals nichts, doch sollten die erhalten gebliebenen Aufnahmen fast ein halbes Jahrhundert später ans Licht kommen, als das Label „esoteric records“ das einstige Debüt The Magnificient Moodies in Gestalt einer Doppel-CD-Box neu auflegte, mit etlichen Aufnahmen vom Sommer 1966 als Bonustracks. Zu diesen gehören Boulevard…, Really Haven’t… und das weiter unten erwähnte Life’s Not Life, aber auch Covers wie zum Beispiel Hang On to a Dream. Zwei Versionen dieses Songs – eine noch mit Warwick, die andere mit Clark – belegten die lang gehegte Vermutung, dass letzterer Bassist nicht nur bei Liveauftritten, sondern auch im Studio mitgewirkt hat. Er ist am 17. März 2025 verstorben.

### Erster Relaunch (1966)
Anfang Oktober 1966 verließ unverhofft der bisherige Frontman Denny Laine die Band. Der Sänger und Gitarrist – bürgerlich Brian Hines – trat 1967 mit den Denny Laine Strings beim Windsor Festival auf, erschien dann nach mehreren eher unbedeutenden Zwischenstationen 1971 bei den Wings von Paul McCartney wieder im Rampenlicht. Auch Clarks kurze Zugehörigkeit endete, er war später bei den Rockin’ Berries und noch später bei der Folk-Rock-Band Storyteller, wo er sang und Bass spielte und auf dem gleichnamigen ersten Album einen eigenen Song, Has Been, platzieren konnte. Nach seinem Ausscheiden bemühten sich die Moody Blues vergeblich um Steve Knowles von The Factotums, nachdem schon früher Klaus Voormann abgesagt hatte. Sie konnten dafür aber bald darauf mit Lodge einen alten Bekannten zum Mitmachen bewegen.
Die Zeit mit Laine endete „eigentlich“ erst im Januar 1967, als Decca die Single Life’s Not Life aus der Schublade (genauer: aus den abgebrochenen Look Out-Sessions) auf den UK-Markt warf, wo sie keine Spuren hinterließ. Zu dem Zeitpunkt mühten sich längst die neuen Moody Blues um ein Comeback.

### Neubeginn und Welterfolge (1967 bis 1973)
Der Ex-Rebel-Bassist John Lodge und der Sänger und Gitarrist Justin Hayward – vermittelt von Eric Burdon – ersetzten die personellen Abgänge bei The Moody Blues. Da sie mit ihrem bisherigen im Rhythm and Blues verwurzelten Beat-Sound keinen Erfolg mehr hatten, beschlossen sie, ihren Stil radikal zu ändern. Die Band war eine der ersten, die ein Mellotron (eine Synthesizer-Variante, die ganze Streichersätze nachahmen kann) einsetzten, um einen sinfonischen Sound zu erzielen. Thomas lernte Querflöte, auch das ein damals eher ungewöhnliches Instrument für eine Rockband.
Um ihre Schulden und Verpflichtungen gegenüber Decca abzubauen, ging die Band die Verpflichtung ein, eine Rock-’n’-Roll-Version von Dvořáks 9. Sinfonie Aus der Neuen Welt einzuspielen, um die klanglichen Möglichkeiten des „Deramic Sound Systems“ auf einer Art Demo-Platte vorzuführen. Sie nutzten jedoch die Krise als Chance, indem sie auf ihrer künstlerischen Freiheit bestanden und statt des klassischen Werkes eigene Titel aufnahmen. Unter Mitwirkung des Sinfonieorchesters London Festival Orchestra unter Leitung von Peter Knight, das zwischen den Stücken deren Motive variierte, entstand 1967 das Konzept-Album Days of Future Passed, das sich zu aller Überraschung hervorragend verkaufte und als „erste sinfonische LP der Rock-Geschichte“ ein Meilenstein unter allen Konzeptalben ist. Produzent dieses und der folgenden Alben bis 1978 war Tony Clarke (geboren am 21. August 1941), der am 4. Januar 2010 starb.
Die beiden ausgekoppelten Singles mit den Titeln Tuesday Afternoon und Nights in White Satin, der später ein Evergreen wurde, erreichten in den Hitparaden zunächst bescheidene Plätze; erst in den 1970er Jahren erlebte Nights in White Satin ein Comeback und platzierte sich beiderseits des Atlantiks in den Top Ten. Das Lied, das von zahlreichen Künstlern gecovert wurde, ist bis heute das Stück geblieben, mit dem die Gruppe am meisten identifiziert wird. Auch das nächste Album In Search of the Lost Chord aus dem Jahr 1968 wurde ein Erfolg, ebenso die Single Ride My See-Saw, die erste in Acht-Spur-Technik produzierte Aufnahme. Der Bandsound wurde zunehmend komplexer. 1969 erschienen On the Threshold of a Dream und das Konzeptalbum To Our Children’s Children’s Children, das die erste Mondlandung feierte. Es war gleichzeitig die erste Veröffentlichung auf dem bandeigenen Plattenlabel Threshold Records, für das die Moody Blues in Cobham (Surrey) ein Studio eingerichtet haben. Die teilweise negativen Kritiken durch manche Rezensenten konnten den Erfolg der Moody Blues nicht schmälern. Unter anderem wurde der Band „grenzenlose Sentimentalität“ vorgeworfen, doch bei vielen Fans genoss sie inzwischen Kultstatus, und rückblickend gilt diese Zeit als „Classic-7“-Phase, was auf die symbolträchtigen sieben Jahre und sieben damaligen Alben anspielt.
Die Moody Blues hätten ursprünglich beim Woodstock-Festival auftreten sollen, wie auf frühen Plakaten zu sehen ist. Ein großer Erfolg war ihr Auftritt auf dem Isle of Wight Festival 1970.
Nach den nächsten Alben A Question of Balance (1970), Every Good Boy Deserves Favour (1971) und Seventh Sojourn (1972), den Single-Hits Question (1970, erreichte Platz 2 der britischen und Platz 9 der deutschen Charts), Isn’t Life Strange und (in den USA) I’m Just a Singer in a Rock ’n’ Roll Band sowie der erwähnten Wiederveröffentlichung von Nights in White Satin legten sie eine kreative Pause ein.

### Schaffenspause und Solojahre (1973 bis 1978)
Ob es sich nach dem Erscheinen des Albums Seventh Sojourn bei der Zeit von 1973 bis 1978 um eine Pause handelte oder ob die Band sich getrennt und aufgelöst hatte, blieb jahrelang unklar. Alle Bandmitglieder nahmen Soloalben auf, Hayward und Lodge produzierten außerdem mit Studiomusikern das erfolgreiche Duo-Album Blue Jays (erschienen 1975), mit dem sie auch auf Tour gingen, und hatten mit Blue Guitar 1975 eine Top-Ten-Single, die Hayward mit der Band 10cc in deren Studio aufgenommen hatte. Allerdings gelang es nur Justin Hayward, eine Solo-Karriere mit einem gewissen Maß an Erfolg und Kontinuität zu verfolgen. Dabei war er – nach eigener Aussage – als einziger gegen die Trennung gewesen: Nach Beginn der Aufnahmen für das geplante nächste Album „(…) kam ein Anruf aus der Kantine. Da saßen die anderen – Mike, Ray, Graeme und John (…) und einer sagte: ‚Ach ja, wir haben entschieden, dass wir nicht an einem Album weitermachen werden‘. Einfach so.“ Zwecks Einspielung neuer Studio-Aufnahmen kamen die Mitglieder der Band 1977 wieder zusammen, allerdings ein letztes Mal mit Mike Pinder, der sich danach für längere Zeit aus dem Musikgeschäft zurückzog. 1977 erschien, gegen den Willen der Band, Caught Live +5, eine Doppel-LP mit bereits acht Jahre alten Live-Aufnahmen aus der Londoner Royal Albert Hall (1969) und noch fünf älteren, bis dahin unveröffentlichten Studio-Outtakes.

### Comeback und neue Töne (1978 bis 1992)
1978 legten die Moody Blues mit Octave nach sechs Jahren wieder ein gemeinsames Album vor, das sich aber als das letzte in ihrer „klassischen“ Besetzung erweisen sollte und als einzige Langspielplatte der Band mit Platin ausgezeichnet wurde. Anschließend löste ein neuer Produzent, Pip Williams, den „sechsten Moody“ Tony Clarke ab. Mike Pinder lebte jetzt in den USA und wollte nicht mehr mit der Gruppe touren; für ihn wurde der Schweizer Keyboarder Patrick Moraz angeheuert, der zuvor bei Yes und Refugee gespielt hatte. Mit Moraz gewannen die Liveauftritte an Dynamik; als er dann auf Long Distance Voyager (1981) als fünftes Bandmitglied präsentiert wurde (was er nicht wirklich war), sah sich Pinder zu Unrecht aus der Gruppe verdrängt und verklagte die bisherigen Kollegen, was zu einem langanhaltenden Zerwürfnis führte. Obwohl die Alben der Moody Blues fortan nicht mehr, anders als in den 1960er und 1970er Jahren, den Charakter von Konzeptalben besaßen, blieben sie zunächst beim Publikum erfolgreich. So erreichte Long Distance Voyager 1981 sogar den ersten Platz in den USA; 1986 wurde die Single Your Wildest Dreams ein Top-Ten-Hit und gewann die Billboard-Auszeichnung Video of the Year. Demgegenüber war das elfte Studioalbum The Present (1983) ein kommerzieller Misserfolg und die Bandmitglieder Hayward, Lodge, Thomas und Edge mussten als Anteilseigner von Threshold für Verluste geradestehen.
Ab Mitte der 1980er Jahre verwendeten die Musiker bei ihren Plattenaufnahmen und Konzerten zusätzliche Musiker wie zum Beispiel den Keyboarder Bias Boshell und zogen schließlich auch Background-Sängerinnen hinzu. Außerdem wurden die Alben immer deutlicher von Hayward, Lodge, Moraz’ Arrangements und Equipment und dem nächsten Produzenten Tony Visconti geprägt, die den Gruppensound mit Hilfe computergestützter Studiotechnik (Sampling und Sequencing) zu modernisieren versuchten, während die Anteile von Graeme Edge und Ray Thomas abnahmen. Ergebnis waren einige Alben von umstrittener Qualität sowie zunehmende Konflikte in der Band. Thomas beschränkte sich jahrelang auf die Live-Auftritte, im Studio tauchte er kaum noch auf.
Inzwischen war die Band bei großen Teilen der heimischen Musikpresse in Ungnade gefallen. Die Chartpositionen ihrer Singles und Alben blieben meistens deutlich unter denen in den USA, wohin sich die Moody Blues nun mehr und mehr zurückzogen, was Liveauftritte betraf. Erst gegen Ende der 1990er Jahre löste sich die Anti-Stimmung auf, und die Band füllte wie früher wieder die Royal Albert Hall.

### Red Rocks und Ray Thomas’ Abschied (1992 und danach)
Erst in den 1990er Jahren blieben Chart-Notierungen aus, obwohl die Gruppe noch einmal etwas Neues versuchte, 1993 ein Live-Konzert mit dem „Colorado Symphony Orchestra“ unter dem Titel A Night at Red Rocks veröffentlichte und 1999 mit Strange Times wieder ein von der Band (inklusive Thomas und Edge) kollektiv erarbeitetes Album einspielte. Inzwischen hatte sie sich auch von Patrick Moraz im Unfrieden getrennt, und erneut mussten Anwälte tätig werden. Gekoppelt mit einem Best-of-Album erreichte Strange Times im Vereinigten Königreich Platz 19. Die Veröffentlichung December aus dem Jahr 2003 ist im weiteren Sinne eine Weihnachtsplatte und könnte als musikalische Endstation einer einstmals progressiven Gruppe betrachtet werden. Inzwischen hatte sich Ray Thomas zur Ruhe gesetzt, während das verbliebene Trio Edge, Hayward und Lodge weiterhin aktiv war. Unterstützt von Norda Mullen als Flötistin, Rhythmusgitarristin und Backgroundsängerin, Bernie Barlow beziehungsweise Julie Ragins an den Keyboards und als Backgroundsängerin, Paul Bliss an den Keyboards und Gordon Marshall als zweitem Schlagzeuger tourten die Moody Blues im Jahr 2005 durch die USA, Australien und Neuseeland, 2006 durch die USA und Europa sowie 2007 erneut durch die USA. 2008 gab es auch eine Stippvisite in Deutschland.
Für den März 2006 war die Veröffentlichung der Live-DVD zur gleichnamigen Doppel-CD Lovely to See You – Live at the Greek angekündigt. Inzwischen ist nicht nur diese DVD erschienen, sondern auch The Moody Blues – Their Full Story in a 3 Disc Deluxe Set, bestehend aus zwei DVDs hauptsächlich mit Interviews sowie einer Bonus-Audio-CD mit etlichen zuvor unveröffentlichten Uralt-Aufnahmen der Moody Blues und ihrer Vorläuferbands. Zu Wort kamen außer den aktuellen Bandmitgliedern unter anderen Denny Laine, Mike Pinder und Tony Clarke, während sich Ray Thomas für lange Zeit völlig aus dem öffentlichen Leben zurückgezogen hatte und Patrick Moraz sich nicht äußern wollte. Mit Live at the BBC 1967–1970, ebenfalls einer Doppel-CD, die zu drei Vierteln in den sendereigenen Studios aufgenommen wurde, war eine weitere Lücke in der Dokumentation der Bandgeschichte geschlossen.
Seit 2006 sind schrittweise die sieben Alben der so genannten „Classic-7“-Periode (1967 bis 1972) im SACD-Format mit Outtakes aus den damaligen Aufnahmesessions veröffentlicht worden; unter Mitwirkung und Kontrolle Haywards, der auf die Verwendung der Original-Masters Wert legte. Bei den Outtakes handelt es sich durchweg um alternative Versionen derselben Titel, aber auch drei oder vier bislang „verschollene“ Songs und Demos waren nun aufgetaucht, darunter Island, mit dem 1973 die Arbeit am Nachfolge-Album für Seventh Sojourn begonnen hatte, das nach dem „Kantinen-Beschluss“ nicht mehr realisiert wurde. 2008 erschienen Octave, Long Distance Voyager und The Present in remasterten Versionen mit Bonusstücken, bei denen es sich durchweg um bisher unveröffentlichte Liveaufnahmen handelt.
Im (mittlerweile geschlossenen) Hard Rock Park in Myrtle Beach wurde ein Dark Ride dem Song Nights in White Satin gewidmet. Mit einer neu aufgenommenen Version des Liedes und entsprechenden Spezialeffekten ist Nights in White Satin: The Trip ausgestattet.
Die USA-Sommer-Tournee 2009 begann am 21. Juli vor vollem Haus in San Diego; 45 Jahre nach der Bandgründung. Als zweite Keyboarderin war wieder Bernie Barlow, 2010 erneut Julie Ragins auf der Bühne. In diesem Jahr wurde auch der langjährige Sideman Paul Bliss durch einen neuen Keyboarder, nämlich den vom Jazz kommenden Alan Hewitt, abgelöst.
Im Dezember 2017 wurden The Moody Blues mit der Aufnahme in die Rock and Roll Hall of Fame geehrt. Die offizielle Einführung fand am 14. April 2018 statt. Anwesend waren neben Edge, Hayward und Lodge auch Laine und Pinder. Letzterer verzichtete jedoch auf eine induction speech. Ray Thomas war im Januar desselben Jahres verstorben.

### Moody Blues live
Im Sommer 2007 betonte Hayward in einem Interview, dass die aktuelle Touring-Band (Mullen, Ragins, Bliss, Marshall) zu einer Verbesserung der Liveauftritte beitrage und die Moody Blues wieder mehr zu den Originalversionen ihrer Stücke zurückgekehrt seien: Beim Remixen alten Live-Materials „… kann ich erkennen, wo wir angefangen haben, mit den Songs herumzuspielen und die ursprünglich aufgenommenen Versionen zu verlassen (…) Und vielleicht hätte man das nicht tun sollen.“ Die Band habe sich mit dem Versuch, ihr Material neu zu erfinden, einen schlechten Dienst erwiesen. Man kann das auch als späten Seitenhieb gegen Moraz werten, der 1991 u. a. „for not playing as written“, also wegen eigenmächtigen Improvisierens, entlassen wurde. Auf jeden Fall illustriert es den extrem kontrollierten Umgang der Band mit den eigenen Liveauftritten beziehungsweise mit dem, was davon mitgeschnitten wurde. Fast 20 Jahre lang gab es nur Caught Live +5 als offizielles Livealbum (auf einem Nebenlabel der Decca). Die Moraz-Jahre waren – mit Ausnahme von zwei Songs auf B-Seiten von Maxi-Singles – bis zum Herbst 2008 nur auf Bootlegs dokumentiert, von denen allerdings etliche kursieren und von einem Teil der Fangemeinde gerade wegen „not playing as written“ den offiziellen Veröffentlichungen vorgezogen werden.
Diese setzten erst mit A Night at Red Rocks (1993) richtig ein und präsentieren die Moody Blues auf mittlerweile drei neueren Live-Alben (siehe Diskografie), davon zwei mit Orchesterbegleitung, abgesehen von dem oben erwähnten BBC-„Nostalgie-Trip“, auf dem aber nur am 17. Dezember 1969 sechs Stücke (von insgesamt 41) wirklich live eingespielt wurden. Inzwischen liegt auch Live at the Isle of Wight Festival 1970 vor, veröffentlicht im August 2008.
Die Audio-Wiederveröffentlichung von Octave aus dem Jahr 2008 enthält überraschend mehrere Liveaufnahmen mit Patrick Moraz – bis dahin lange Zeit persona non grata – als Bonustracks, darunter vier Stücke aus einem Konzert in Seattle 1979. Seitdem können sich Fans und Kritiker selbst ein Urteil bilden, ob Haywards eigene Aussage zutrifft, man habe sich zu der Zeit zu stark von den Originalversionen entfernt.

### Veröffentlichungen auf DVD
Alle Live-Alben bis auf Caught … gibt es jeweils auch als DVD; Red Rocks sogar in zwei Versionen, von denen The Other Side of Red Rocks vor allem Interviews, Aufnahmen von Proben und Soundchecks, aber in voller Länge auch diejenigen (z. T. weniger perfekt gelungenen) Songs präsentiert, die auf der ursprünglichen CD gefehlt hatten. So findet sich darauf, anders als bei Hall of Fame, eine ungekürzte Version des Timothy Leary gewidmeten Thomas-Songs Legend of a Mind.
Zu den Präsentationen auf DVD gehört ferner ein Mitschnitt ihres Auftritts beim renommierten Festival in Montreux 1991 (bereits ohne Moraz, aber mit Boshell, Bliss, Marshall sowie den Sängerinnen Sue Shattock und June Boyce). Offenbar nicht oder kaum nachbearbeitet, mit hörbaren Sound- und anderen Problemen vor allem zu Beginn des Sets, bevor sie das Publikum dann doch auf ihre Seite ziehen, ist dies die vielleicht ehrlichste Live-Veröffentlichung der Band, die selbst keinen Einfluss darauf hatte. Anders The Lost Performance: Live in Paris '70 aus dem genannten Jahr, zu der Pinder einen Klappentext beitrug. Darin erwähnt er nicht, dass es sich bei der damaligen Sendung des französischen Fernsehens um einen nachträglich stark bearbeiteten Auftritt handelt und maximal ein Drittel der Stücke tatsächlich live (gesungen und gespielt, ohne Overdubs) herüberkommen. Diese sowie einige „verstreute“ Einzelbeiträge zu Various-Artists-DVDs aus der Zeit mit Denny Laine waren die einzigen offiziell beziehbaren Filmaufnahmen der Moody Blues mit Mike Pinder, bevor im Mai 2009, wieder von Hayward beaufsichtigt, die DVD-Version der Isle of Wight erschien. Darauf fehlen gegenüber der Audio-Version einige (nicht gefilmte) Songs; dafür gibt es Interviews – auch mit Pinder – und als Rarität einen Ausschnitt aus Bo Diddley, von den Denny-Laine-Moodies beim erwähnten NME-Konzert 1965 in London live gespielt.
Legend of a Band, schon vor etlichen Jahren als Videotape erschienen, ist mittlerweile ebenso als DVD erhältlich; es handelt sich quasi um eine frühere Version von Their Full Story (siehe oben). Einzelne Auftritte der Band in ihrer Urbesetzung – bzw. mit Rodney Clark – finden sich auch auf Compilations; zum Beispiel des deutschen Beat-Club.
Lovely to See You – Live at the Greek zeigte die Moody Blues, ohne Orchester sozusagen „Caught 3 +4“, in der von Hayward gewünschten (Hoch-)Form. Von der konnten sich im Oktober 2008 auch deutsche Kritiker überzeugen: „Der Perfektionsgrad ist hoch. Das geht auf Kosten der Spontaneität. Aber die Besucher eines Moody-Blues-Konzerts wollen auch nicht, dass sich die Band jeden Abend neu erfindet. Gewünscht ist Kontinuität.“ Damit hatte lange Zeit auch Norda Mullen zu tun, die von einem Teil der Fangemeinde für ihre Bühnenpräsenz und ihr virtuoses Spiel gefeiert wurde, während ein anderer Teil Ray Thomas nachtrauerte, dessen Stücke mit ihm aus dem Live-Programm verschwunden waren.

### Moody Blues 2020/21
Letzterer Satz endete seit 2017 im past perfect, weil die Band fünfzig Jahre nach der Erstveröffentlichung von Days… dieses Album erstmals in voller Länge live präsentierte. Hayward und Lodge sangen alle Songs, auch die von Thomas und Pinder; Edge rezitierte die eigenen Texte selbst. Mittlerweile war noch ein bisher unveröffentlichter, um 1970 live gesungener und gespielter Song aus der Days…-Zeit im Web aufgetaucht: (Our) Beautiful Dream.
Danach schien der Spannungsbogen zu erschlaffen und seit dem Herbst 2018 hat es keine Liveauftritte der Band mehr gegeben, während Hayward und Lodge jeweils solo auf Tour waren und sind. Auf Interviewfragen nach der Zukunft der Moody Blues antworteten beide noch zu Lebzeiten von Edge ausweichend, zum Beispiel Hayward im April 2020: „The honest answer to that is: I don’t know.“
Lodge hatte sich danach noch skeptischer zur Bandzukunft geäußert.

## Sonstiges
- Die Moody Blues haben zwei ihrer Lieder auf Spanisch eingesungen: Noches de Seda (Nights in White Satin) und Al fin voy a encontrarte (I Know You’re Out There Somewhere).
- Nights in White Satin ist von so unterschiedlichen Künstlern wie Elkie Brooks, Eric Burdon, Sandra, The Dickies und Juliane Werding gecovert worden. Sowohl Gipsy Vagabonds als auch Los Z-66 lieferten eine im Titel wörtlicher übersetzte spanische Version: Noches en blanco saten. Gypsy wurde von Tommy Shaw und Slash gecovert. Eine Version von Fly Me High existiert von Slade auf ihrem Album Beginnings.
- In den USA wurde der Liedtitel Nights in White Satin gelegentlich als Knights in White Satin missverstanden. Diese „Ritter“ in ihren weißen Gewändern wurden als Ku-Klux-Klan interpretiert. Der Fehler findet sich auch im Begleittext zur LP-Version von Jeff Wayne’s Musical Version of the War of the Worlds.
- Von besagtem Lied gibt es auch verschiedene italienische Fassungen, darunter Notte di Luce, gesungen von Mario Frangoulis (italienisch und englisch), gegen Ende im Duett mit Justin Hayward (englisch). Blanche nuit de satin lautet die französische Fassung des Titels von Marie Laforêt (1982).
- Die englische Rockgruppe Barclay James Harvest arbeitete Motive des Songs Nights in White Satin zu ihrem eigenen Stück Poor Man’s Moody Blues um, nachdem sie von Kritikern als „Moody Blues für Arme“ bezeichnet worden waren.[39]
- Die Moody Blues hatten 1999 einen Gastauftritt in der Fernsehserie Die Simpsons. In der Episode Wir fahr’n nach… Vegas aus der zehnten Staffel wird eine veränderte Version des Late Lament von ihrem Album Days of Future Passed gesprochen.
- Die Ankündigung der Aufnahme in die Rock and Roll Hall of Fame im Dezember 2017 führte zu einem Anruf des Musikmagazins Rolling Stone bei Justin Hayward – nach dessen Erinnerung „dem ersten seit 51 Jahren“. Nach einer möglichen Teilnahme von Pinder und Thomas bei der Induction Ceremony gefragt, sagte er, das könne er nicht vorhersehen, er sei aber offen dafür.[40] Schließlich nahmen Pinder und auch Denny Laine teil; Thomas war kurz zuvor verstorben.

## Diskografie

### Studioalben
| Jahr | Titel                                 | Höchstplatzierung, Gesamtwochen/‑monate, AuszeichnungChartplatzierungen (Jahr, Titel, Platzierungen, Wochen/Monate, Auszeichnungen, Anmerkungen) | Höchstplatzierung, Gesamtwochen/‑monate, AuszeichnungChartplatzierungen (Jahr, Titel, Platzierungen, Wochen/Monate, Auszeichnungen, Anmerkungen) | Höchstplatzierung, Gesamtwochen/‑monate, AuszeichnungChartplatzierungen (Jahr, Titel, Platzierungen, Wochen/Monate, Auszeichnungen, Anmerkungen) | Höchstplatzierung, Gesamtwochen/‑monate, AuszeichnungChartplatzierungen (Jahr, Titel, Platzierungen, Wochen/Monate, Auszeichnungen, Anmerkungen) | Höchstplatzierung, Gesamtwochen/‑monate, AuszeichnungChartplatzierungen (Jahr, Titel, Platzierungen, Wochen/Monate, Auszeichnungen, Anmerkungen) | Anmerkungen |
| Jahr | Titel                                 | DE | AT | CH | UK | US | Anmerkungen |
| ---- | ------------------------------------- | --- | --- | --- | --- | --- | --- |
| 1965 | The Magnificent Moodies               | — | — | — | — | — | Erstveröffentlichung: 23. Juli 1965                                                                                  |
| 1967 | Days of Future Passed                 | — | — | — | UK27 Silber · (16 Wo.)UK | US3 Platin · (106 Wo.)US | Erstveröffentlichung: 10. November 1967 mit dem London Festival Orchestra                                            |
| 1968 | In Search of the Lost Chord           | DE30 (1 Mt.)DE | — | — | UK5 Silber · (32 Wo.)UK | US23 Gold · (29 Wo.)US | Erstveröffentlichung: 26. Juli 1968                                                                                  |
| 1968 | Go Now. The Moody Blues #1            | — | — | — | — | — | Erstveröffentlichung: 1968 nur in den USA veröffentlicht                                                             |
| 1969 | On the Threshold of a Dream           | DE37 (1 Mt.)DE | — | — | UK1 Silber · (74 Wo.)UK | US20 Platin · (136 Wo.)US | Erstveröffentlichung: 25. April 1969                                                                                 |
| 1969 | To Our Children’s Children’s Children | — | — | — | UK2 (44 Wo.)UK | US14 Gold · (44 Wo.)US | Erstveröffentlichung: 21. November 1969                                                                              |
| 1970 | A Question of Balance                 | — | — | — | UK1 (19 Wo.)UK | US3 Platin · (74 Wo.)US | Erstveröffentlichung: 7. August 1970                                                                                 |
| 1971 | Every Good Boy Deserves Favour        | DE44 (1 Mt.)DE | — | — | UK1 (21 Wo.)UK | US2 Gold · (43 Wo.)US | Erstveröffentlichung: 23. Juli 1971                                                                                  |
| 1972 | Seventh Sojourn                       | DE38 (2 Mt.)DE | — | — | UK5 (18 Wo.)UK | US1 Gold · (44 Wo.)US | Erstveröffentlichung: 23. Oktober 1972                                                                               |
| 1978 | Octave                                | DE15 (2½ Mt.)DE | AT25 (1 Mt.)AT | — | UK6 Gold · (18 Wo.)UK | US13 Platin · (30 Wo.)US | Erstveröffentlichung: 9. Juni 1978                                                                                   |
| 1981 | Long Distance Voyager                 | DE28 (15 Wo.)DE | — | — | UK7 Silber · (19 Wo.)UK | US1 Platin · (39 Wo.)US | Erstveröffentlichung: 15. Mai 1981                                                                                   |
| 1983 | The Present                           | DE33 (7 Wo.)DE | — | — | UK15 (8 Wo.)UK | US26 Platin · (22 Wo.)US | Erstveröffentlichung: 23. August 1983                                                                                |
| 1986 | The Other Side of Life                | DE56 (2 Wo.)DE | — | — | UK24 (6 Wo.)UK | US9 (42 Wo.)US | Erstveröffentlichung: 9. April 1986                                                                                  |
| 1988 | Sur la mer                            | — | — | CH26 (1 Wo.)CH | UK21 (5 Wo.)UK | US38 (19 Wo.)US | Erstveröffentlichung: 6. Juni 1988                                                                                   |
| 1991 | Keys of the Kingdom                   | — | — | — | UK54 (2 Wo.)UK | US94 (11 Wo.)US | Erstveröffentlichung: 25. Juni 1991                                                                                  |
| 1999 | Strange Times                         | — | — | — | UK19 (6 Wo.)UK | US93 (5 Wo.)US | Erstveröffentlichung: 17. August 1999 in Großbritannien als Doppelalbum zusammen mit dem Very-Best-of-Album von 1996 |
| 2003 | December                              | — | — | — | — | — | Erstveröffentlichung: 28. Oktober 2003 Weihnachtsalbum                                                               |

grau schraffiert: keine Chartdaten aus diesem Jahr verfügbar

### Livealben
| Jahr | Titel                                                     | Höchstplatzierung, Gesamtwochen, AuszeichnungChartsChartplatzierungen (Jahr, Titel, Platzierungen, Wochen, Auszeichnungen, Anmerkungen) | Anmerkungen |
| Jahr | Titel                                                     | US | Anmerkungen |
| ---- | --------------------------------------------------------- | --- | --- |
| 1977 | Caught Live +5                                            | US26 (15 Wo.)US | Erstveröffentlichung: April 1977 aufgenommen 1969 in der Royal Albert Hall, plus fünf bis dahin unveröffentlichte Studioaufnahmen |
| 1993 | A Night at Red Rocks with the Colorado Symphony Orchestra | US93 Gold · (5 Wo.)US | Erstveröffentlichung: 9. März 1993 live aufgenommen am 9. September 1992 im Red Rocks Amphitheater bei Denver                     |
| 2000 | Hall of Fame: Recorded Live at the Royal Albert Hall      | US185 (1 Wo.)US | Erstveröffentlichung: 8. August 2000 Liveaufnahme vom 1. Mai 2000                                                                 |

Weitere Livealben
- 2005: Lovely to See You: Live
- 2007: Live at the BBC: 1967-1970
- 2008: Live at the Isle of Wight Festival 1970

### Kompilationen
| Jahr | Titel                                            | Höchstplatzierung, Gesamtwochen, AuszeichnungChartplatzierungen (Jahr, Titel, Platzierungen, Wochen, Auszeichnungen, Anmerkungen) | Höchstplatzierung, Gesamtwochen, AuszeichnungChartplatzierungen (Jahr, Titel, Platzierungen, Wochen, Auszeichnungen, Anmerkungen) | Höchstplatzierung, Gesamtwochen, AuszeichnungChartplatzierungen (Jahr, Titel, Platzierungen, Wochen, Auszeichnungen, Anmerkungen) | Anmerkungen                                                                            |
| Jahr | Titel                                            | DE | UK | US | Anmerkungen                                                                            |
| ---- | ------------------------------------------------ | --- | --- | --- | -------------------------------------------------------------------------------------- |
| 1974 | This Is the Moody Blues                          | — | UK14 Gold · (18 Wo.)UK | US11 Gold · (25 Wo.)US | Erstveröffentlichung: 8. Oktober 1974                                                  |
| 1979 | Out of This World                                | — | UK15 Silber · (10 Wo.)UK | — | Erstveröffentlichung: 22. Oktober 1979                                                 |
| 1984 | Voices in the Sky / The Best of the Moody Blues  | — | — | US132 (9 Wo.)US | Erstveröffentlichung: 21. November 1984                                                |
| 1989 | Greatest Hits                                    | — | UK71 (1 Wo.)UK | US113 Gold · (16 Wo.)US | Erstveröffentlichung: 30. Oktober 1989                                                 |
| 1990 | Legend of a Band: The Story of the Moody Blues   | DE65 (8 Wo.)DE | — | — | Erstveröffentlichung: 21. November 1990                                                |
| 1996 | The Very Best of                                 | — | UK13 Platin · (20 Wo.)UK | — | Erstveröffentlichung: 23. September 1996                                               |
| 2002 | The Very Best of                                 | — | UK5 (32 Wo.)UK | — | Erstveröffentlichung: 4. Juni 2002 Erweiterte Version des Very-Best-of-Albums von 1996 |
| 2017 | Nights in White Satin: The Essential Moody Blues | — | UK63 (1 Wo.)UK | — | Erstveröffentlichung: 26. Mai 2017                                                     |

Weitere Kompilationen
- 1976: A Dream (Doppelalbum, Kompilation überwiegend aus der Laine-Zeit)
- 1978: The Great Moody Blues
- 1981: Eternity in an Hour: A Collection of the Best of the Moody Blues
- 1983: Go Now
- 1987: Prelude
- 1994: Time Traveller (4-CD-Box)
- 1998: Anthology
- 1999: Classic Moody Blues: The Universal Masters Collection
- 2000: The Best of the Moody Blues: 20th Century Masters – The Millennium Collection
- 2000: The Singles
- 2003: Say It with Love
- 2003: Ballads
- 2005: Gold
- 2006: An Introduction to the Moody Blues
- 2007: Collected
- 2008: Playlist Plus
- 2011: Icon
- 2013: Timeless Flight
- 2014: The Polydorbox

### Singles
| Jahr | Titel Album                                                      | Höchstplatzierung, Gesamtwochen/‑monate, AuszeichnungChartplatzierungen (Jahr, Titel, Album, Platzierungen, Wochen/Monate, Auszeichnungen, Anmerkungen) | Höchstplatzierung, Gesamtwochen/‑monate, AuszeichnungChartplatzierungen (Jahr, Titel, Album, Platzierungen, Wochen/Monate, Auszeichnungen, Anmerkungen) | Höchstplatzierung, Gesamtwochen/‑monate, AuszeichnungChartplatzierungen (Jahr, Titel, Album, Platzierungen, Wochen/Monate, Auszeichnungen, Anmerkungen) | Höchstplatzierung, Gesamtwochen/‑monate, AuszeichnungChartplatzierungen (Jahr, Titel, Album, Platzierungen, Wochen/Monate, Auszeichnungen, Anmerkungen) | Höchstplatzierung, Gesamtwochen/‑monate, AuszeichnungChartplatzierungen (Jahr, Titel, Album, Platzierungen, Wochen/Monate, Auszeichnungen, Anmerkungen) | Anmerkungen |
| Jahr | Titel Album                                                      | DE | AT | CH | UK | US | Anmerkungen |
| ---- | ---------------------------------------------------------------- | --- | --- | --- | --- | --- | --- |
| 1964 | Go Now! The Magnificent Moodies                                  | — | — | — | UK1 (14 Wo.)UK | US10 (14 Wo.)US | Erstveröffentlichung: 13. November 1964 Original: Bessie Banks (1964 ein R&B-Top-40-Hit, Produzenten Leiber/Stoller), Autoren: Bessies Ehemann Larry Banks mit Milton Bennett |
| 1965 | I Don’t Want to Go On Without You The Magnificent Moodies        | — | — | — | UK33 (9 Wo.)UK | — | Erstveröffentlichung: 26. Februar 1965 Autoren: Jerry Wexler, Bert Berns, Denny Cordell                                                                                       |
| 1965 | From the Bottom of My Heart (I Love You) The Magnificent Moodies | — | — | — | UK22 (9 Wo.)UK | US93 (3 Wo.)US | Erstveröffentlichung: 28. Mai 1965 Autoren: Denny Laine, Mike Pinder, Denny Cordell                                                                                           |
| 1965 | Everyday –                                                       | — | — | — | UK44 (2 Wo.)UK | — | Erstveröffentlichung: 31. Oktober 1965 Autoren: Denny Laine, Mike Pinder, Denny Cordell                                                                                       |
| 1966 | Stop! The Magnificent Moodies                                    | — | — | — | — | US98 (1 Wo.)US | Erstveröffentlichung: Januar 1966 Letzte Single mit Denny Laine als Leadsänger Autoren: Denny Laine, Mike Pinder                                                              |
| 1967 | Nights in White Satin Days of Future Passed                      | DE18 (5½ Mt.)DE | AT55 a (1 Wo.)AT | CH6 (8 Wo.)CH | UK9 v Gold · (35 Wo.)UK | US2 b Gold · (18 Wo.)US | Erstveröffentlichung: 10. November 1967 aufgenommen mit dem London Festival Orchestra Grammy Hall of Fame, Rock and Roll Hall of Fame                                         |
| 1968 | Tuesday Afternoon (Forever Afternoon) Days of Future Passed      | — | — | — | — | US24 (11 Wo.)US | Erstveröffentlichung: Mai 1968 Autor: Justin Hayward |
| 1968 | Voices in the Sky In Search of the Lost Chord                    | — | — | — | UK27 (10 Wo.)UK | — | Erstveröffentlichung: 28. Juni 1968 Autor: Justin Hayward |
| 1968 | Ride My See-Saw In Search of the Lost Chord                      | — | — | — | UK42 (1 Wo.)UK | US61 (5 Wo.)US | Erstveröffentlichung: September 1968 Autor war Bassist und zweiter Sänger John Lodge                                                                                          |
| 1969 | Never Comes the Day On the Threshold of a Dream                  | — | — | — | — | US91 (4 Wo.)US | Erstveröffentlichung: 2. April 1969 Autor: Justin Hayward |
| 1970 | Question A Question of Balance                                   | DE9 (3 Mt.)DE | — | — | UK2 (12 Wo.)UK | US21 (12 Wo.)US | Erstveröffentlichung: 24. April 1970 Autor: Justin Hayward |
| 1971 | The Story in Your Eyes Every Good Boy Deserves Favour            | — | — | — | — | US23 (11 Wo.)US | Erstveröffentlichung: Juli 1971 Autor: Justin Hayward |
| 1972 | Isn’t Life Strange Seventh Sojourn                               | — | — | — | UK13 (10 Wo.)UK | US29 (10 Wo.)US | Erstveröffentlichung: 21. April 1972 Autor: John Lodge |
| 1972 | I’m Just a Singer (In a Rock and Roll Band) Seventh Sojourn      | — | — | — | UK36 (4 Wo.)UK | US12 (10 Wo.)US | Erstveröffentlichung: Dezember 1972 Autor: John Lodge |
| 1978 | Steppin’ in a Slide Zone Octave                                  | — | — | — | — | US39 (8 Wo.)US | Erstveröffentlichung: 14. Juli 1978 Autor: John Lodge |
| 1978 | Driftwood Octave                                                 | — | — | — | — | US59 (7 Wo.)US | Erstveröffentlichung: 13. Oktober 1978; letzte Produktion von Tony Clarke, der seit Voices in the Sky (1968) für alle Hitsingles verantwortlich war Autor: Justin Hayward     |
| 1981 | Gemini Dream Long Distance Voyager                               | — | — | — | — | US12 (15 Wo.)US | Erstveröffentlichung: Mai 1981 Autoren: Justin Hayward, John Lodge |
| 1981 | The Voice Long Distance Voyager                                  | — | — | — | — | US15 (17 Wo.)US | Erstveröffentlichung: 24. Juli 1981 Autor: Justin Hayward |
| 1981 | Talking Out of Turn Long Distance Voyager                        | — | — | — | — | US65 (7 Wo.)US | Erstveröffentlichung: 30. Oktober 1981 Autor: John Lodge |
| 1983 | Blue World The Present                                           | — | — | — | UK35 (5 Wo.)UK | US62 (6 Wo.)US | Erstveröffentlichung: August 1983 Autor: Justin Hayward |
| 1983 | Sitting at the Wheel The Present                                 | — | — | — | — | US27 (10 Wo.)US | Erstveröffentlichung: August 1983 Autor: John Lodge |
| 1986 | Your Wildest Dreams The Other Side of Life                       | DE28 (9 Wo.)DE | — | — | — | US9 (21 Wo.)US | Erstveröffentlichung: März 1986 Autor: Justin Hayward |
| 1986 | The Other Side of Life                                           | — | — | — | — | US58 (9 Wo.)US | Erstveröffentlichung: August 1986 Autor: Justin Hayward |
| 1988 | I Know You’re out There Somewhere Sur la mer                     | — | — | — | UK52 (4 Wo.)UK | US30 (16 Wo.)US | Erstveröffentlichung: 23. Mai 1988 Autor: Justin Hayward |

grau schraffiert: keine Chartdaten aus diesem Jahr verfügbar
Weitere Singles
- 1964: Steal Your Heart Away (die erste Single überhaupt; nach manchen Quellen war Lose Your Money die A-Seite)
- 1966: Boulevard de la Madeleine
- 1966: This Is My House (But Nobody Calls) (war (nur) in den USA die A-, ansonsten die B-Seite von Boulevard de la Madeleine)
- 1967: Life’s Not Life (wurde erst Anfang 1967 als Single „aus der Schublade“ veröffentlicht, immer noch mit Laine als Sänger, obwohl er die Band längst verlassen hatte[46])
- 1967: Fly Me High (Debüt-Single mit Hayward und Lodge)
- 1967: Love and Beauty
- 1968: Legend of a Mind
- 1969: Lovely to See You
- 1969: Watching and Waiting
- 1970: Candle of Life
- 1970: Eyes of a Child
- 1970: Gypsy (Of a Strange and Distant Time)
- 1972: New Horizons
- 1984: Running Water
- 1988: No More Lies
- 1991: Say It with Love
- 1991: Bless the Wings (That Bring You Back)
- 1999: English Sunset
- 2003: December Snow

### Videoalben
| Jahr | Titel                                                     | Höchstplatzierung, Gesamtwochen, AuszeichnungChartsChartplatzierungen (Jahr, Titel, Platzierungen, Wochen, Auszeichnungen, Anmerkungen) | Anmerkungen                         |
| Jahr | Titel                                                     | UK | Anmerkungen                         |
| ---- | --------------------------------------------------------- | --- | ----------------------------------- |
| 2010 | Threshold of a Dream - Live at the Isle Of Wight Festival | UK14 (23 Wo.)UK | Erstveröffentlichung: 25. Juni 2010 |
| 2018 | Days Of Future Passed (Live in Toronto 2017)              | UK3 (14 Wo.)UK | Erstveröffentlichung: 23. März 2018 |

Weitere Videoalben
- 2000: Hall Of Fame (Live From The Royal Albert Hall)
- 2005: Live at Montreux 1991 (US: Gold)

### Soloaktivitäten
Justin Hayward & John Lodge
- Blue Jays

Justin Hayward
- Songwriter
- Night Flight
- Moving Mountains
- Classic Blue (mit Mike Batt)
- The View From the Hill
- Live in San Juan Capistrano
- Justin Hayward and Friends Sing the Moody Blues Classic Hits
- Spirits of the Western Sky

John Lodge
- Natural Avenue
- 10.000 Light Years Ago

Ray Thomas
- From Mighty Oaks
- Hopes, Wishes & Dreams

Michael Pinder
- The Promise
- Among the Stars

Graeme Edge Band
- Kick Off Your Muddy Boots
- Paradise Ballroom

## Auszeichnungen für Musikverkäufe
| Goldene Schallplatte - Kanada - 1978: für das Album A Question of Balance - 1983: für das Album The Present - 1988: für das Album Sur la mer - Niederlande - 1989: für das Album Songs in Wite Satin Platin-Schallplatte - Australien - 2004: für das Videoalbum Hall Of Fame (Live From The Royal Albert Hall) - Kanada - 1978: für das Album In Search of the Lost Chord - 1978: für das Album Days of Future Passed - 1978: für das Album Every Good Boy Deserves Favour - 1978: für das Album On the Threshold of a Dream - 1978: für das Album Seventh Sojourn - 1978: für das Album Octave - 1978: für das Album This Is the Moody Blues - 1979: für das Album To Our Children’s Children’s Children - 1986: für das Album The Other Side of Life - Neuseeland - 2023: für die Single Nights in White Satin - Niederlande - 1980: für das Album The Moody Blues Story | 3× Platin-Schallplatte - Kanada - 1981: für das Album Long Distance Voyager |

Anmerkung: Auszeichnungen in Ländern aus den Charttabellen bzw. Chartboxen sind in ebendiesen zu finden.
| Land/RegionAuszeichnungen für Musikverkäufe (Land/Region, Auszeichnungen, Verkäufe, Quellen) | Silber     | Gold       | Platin       | Verkäufe   | Quellen          |
| -------------------------------------------------------------------------------------------- | ---------- | ---------- | ------------ | ---------- | ---------------- |
| Australien (ARIA)                                                                            | —          | —          | Platin1      | 15.000     | aria.com.au      |
| Kanada (MC)                                                                                  | —          | 3× Gold3   | 12× Platin12 | 1.350.000  | musiccanada.com  |
| Neuseeland (RMNZ)                                                                            | —          | —          | Platin1      | 30.000     | radioscope.co.nz |
| Niederlande (NVPI)                                                                           | —          | Gold1      | Platin1      | 150.000    | nvpi.nl          |
| Vereinigte Staaten (RIAA)                                                                    | —          | 9× Gold9   | 6× Platin6   | 10.550.000 | riaa.com         |
| Vereinigtes Königreich (BPI)                                                                 | 5× Silber5 | 3× Gold3   | Platin1      | 1.200.000  | bpi.co.uk        |
| Insgesamt                                                                                    | 5× Silber5 | 16× Gold16 | 22× Platin22 |            |                  |